# Johannes Thiele (malacologiste)
Pour les articles homonymes, voir Johannes Thiele et Thiele.
Karl Hermann Johannes Thiele est un malacologiste allemand, né le 1er octobre 1860 et mort le 5 août 1935.

## Biographie
Sous l’influence de Franz Eilhard von Schulze (1840-1921), il fait paraître plusieurs publications sur les éponges où il redécrit notamment des espèces découvertes par Eduard Oscar Schmidt (1823-1886) dans le nord-est de l’Atlantique.
De 1904 à 1925, il est le conservateur des collections malacologiques du Musée d'histoire naturelle de Berlin.
Thiele fait paraître de 1929 à 1935 son Handbuch der Systematischen Weichtierkunde (ou Manuel de malacologie systématique) en deux volumes. Il modifie le concept développé par Henri Milne-Edwards (1800-1885) en 1848 et propose trois sous-classes : les Prosobranchia, les Opisthobranchia et les Pulmonata. C’est l’ouvrage de référence de cette discipline durant tout le XXe. En 1992, il est réédité et traduit en anglais par R. Bieler et P. M. Mikkelse sous le titre de Handbook of Systematic Malacology. En 1993, il est réédité en allemand. Ce n’est que durant ses dernières années, sous l’impulsion d’études phylogénétiques que sa classification est modifiée.
De nombreux taxons lui ont été dédiées :
- Acarnus thielei (sv) Lévi, 1958 ;
- Clathria thielei (sv) Hentschel,1912 ;
- Crella incrustans thielei (sv) Hentschel, 1911 ;
- Hymedesmia thielei (sv) Alander, 1942 ;
- Forcepia thielei (sv) Lundbeck, 1905 ;
- Higginsia thielei (sv) (Topsent, 1892) ;
- Axinella thielei (Topsent, 1898) ;
- Mycale thielei Hajdu & Desqueyroux-Faundez, 1994 ;
- Ophlitaspongia thielei (sv) Burton, 1932 ;
- Polymastia thielei (sv) Koltun, 1964 ;
- Thieleia (en) Burton, 1932 ;
- Lepidozona thielei (sv) Sirenko, 1975 ;
- Cadulus thielei (sv) Plate, 1908 ;
- Amphitretus thielei Robson, 1930 ;
- Neoteuthis thielei (sv) Naef, 1921 ;
- Benthoctopus thielei (sv) Robson, 1932 ;
- Joculator thielei (en) Jay & Drivas, 2002.